# Goin'on
「Goin'on」（ゴーイン・オン）は、i☆Risの11枚目のシングル。2016年2月17日にDIVE II entertainmentから発売された。

## 概要
- 表題曲「Goin'on（読み：ゴーイン・オン）」は、テレビ東京系アニメ「プリパラ」第2シーズン4クール目オープニングテーマに起用された[2]。
- ミュージックビデオの映像監督は、福居英晃が務めた。
- TYPE-Bにのみ、「キラリ」が収録されている。

## 収録曲

### TYPE-A
1. Goin'on [4:39]
作詞・作曲・編曲：KOH
  - テレビ東京系アニメ「プリパラ」第2シーズン4クール目オープニングテーマ
2. Baby… [4:14]
作詞・作曲・編曲：高橋修平
3. Goin'on（Instrumental）
4. Baby…（Instrumental）

DVD
1. Goin'on -Music Video-
2. Goin'on -Off Shot Movie-

### TYPE-B
1. Goin'on
2. Baby…
3. キラリ [3:49]
作詞：小松レナ、作曲：夏海、編曲：清水武仁
4. Goin'on（Instrumental）
5. Baby…（Instrumental）
6. キラリ（Instrumental）